# SB/DV 29 sorozat
A SB/DV 23, később 29 sorozat a Déli Vasút tehervonati gőzmozdonysorozata volt, melynek egyes példányai a Duna–Száva–Adria Vasútnál (DSA) is tovább szolgáltak és e vasút államosításával a mozdonyok a MÁV-hoz kerültek, ahol a 332 sorozatjelet kapták.

## Története
A DV elődjénél nagyon vegyes volt a tehervonati mozdonyállomány. A DV építtetett egy három csatolt kerékpárú tehervonati mozdonyt az újonnan kifejlesztett francia „Bourbonnais“ mintájára. A sorozatot a 23 osztályba - 1864-től 29 osztály – osztotta be. A StEG mozdony-gyár 1860-ban 20 db-ot épített. Ezek a gépek jól beváltak, ezután a DV 1872-ig különböző gyártóktól, a bécsújhelyitől és az esslingenitől 205 db-ot vásárolt.
Időközben természetesen különböző átépítések történtek: 1861-ben vezetőfülke, 1880-ban vákuumfék, hangtompítóval, kazáncsere stb.
Az államosítás után a BBÖ 47 db-ot mint 49 sorozat, a JDŽ mint 124 sorozat kapott. A MÁV a hozzá került 29 sorozatú mozdonyokat 332 sorozatba, az FS pedig 193 sorozatba osztotta.
A második világháború után maradt még néhány darab DRB 53.7111-7116 pályaszámokon Ausztriában. Az ÖÖB-hez már csak a 153.7114 került át melyet 1953-ban selejteztek.

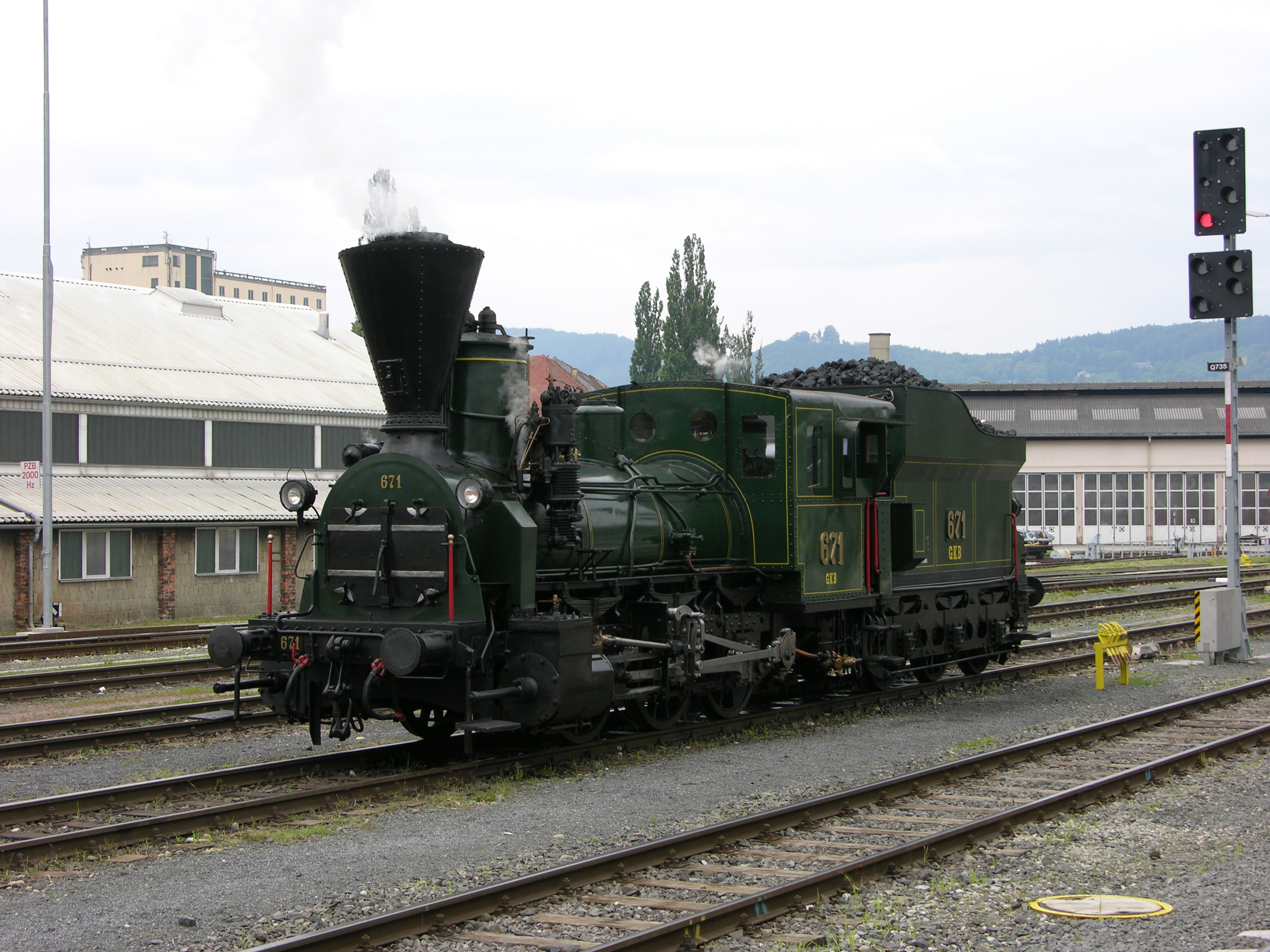
GKB 671, ex BBÖ 49.03, ex SB 671 Grázt Köflacheri pályaudvaron

A BBÖ eladott az 1920-as években néhány példányt a mozdonyokból a Graz-Köflacher Vasútnak (GKB). Ezek közül a GKB 671 pályaszámú kisebb átalakításokkal mint pl. légnyomásos fék köszönhetően a stájer vasútbarátok (StEF) egy felújítási akciójának még ma is üzemel Ez a mozdony az 1860-as gyártási évével a legidősebb gőzmozdony a világon ami (a javításokat kivéve) folyamatosan üzemel. (A Keletindiai Vasút Fairy Qeen nevű mozdonya 5 évvel idősebb, de az hosszabb ideig üzemen kívül volt.) Ez a mozdony gyakran dolgozik, rendszeresen továbbit nosztalgia különvonatokat.
Magyarországon, a mozdonyok a Budapest - Nagykanizsa, Pécs - Barcs és a Pécs- Mohács vonalon közlekedtek. A sorozatból egy mozdonyt (SB 674) megőriztek, és jött egy mozdonycsere folytán Magyarországra, ahol eredeti állapotába visszaállították. A budapesti Közlekedési Múzeumban volt kiállítva, mint a legrégibb mozdony Magyarországon.

## Fordítás
- Ez a szócikk részben vagy egészben  a   SB alt 23 című német Wikipédia-szócikk fordításán alapul.  Az eredeti cikk szerkesztőit annak laptörténete sorolja fel. Ez a jelzés csupán a megfogalmazás eredetét és a szerzői jogokat jelzi, nem szolgál a cikkben szereplő információk forrásmegjelöléseként.